# 圣母赎虏圣殿 (圣地亚哥)

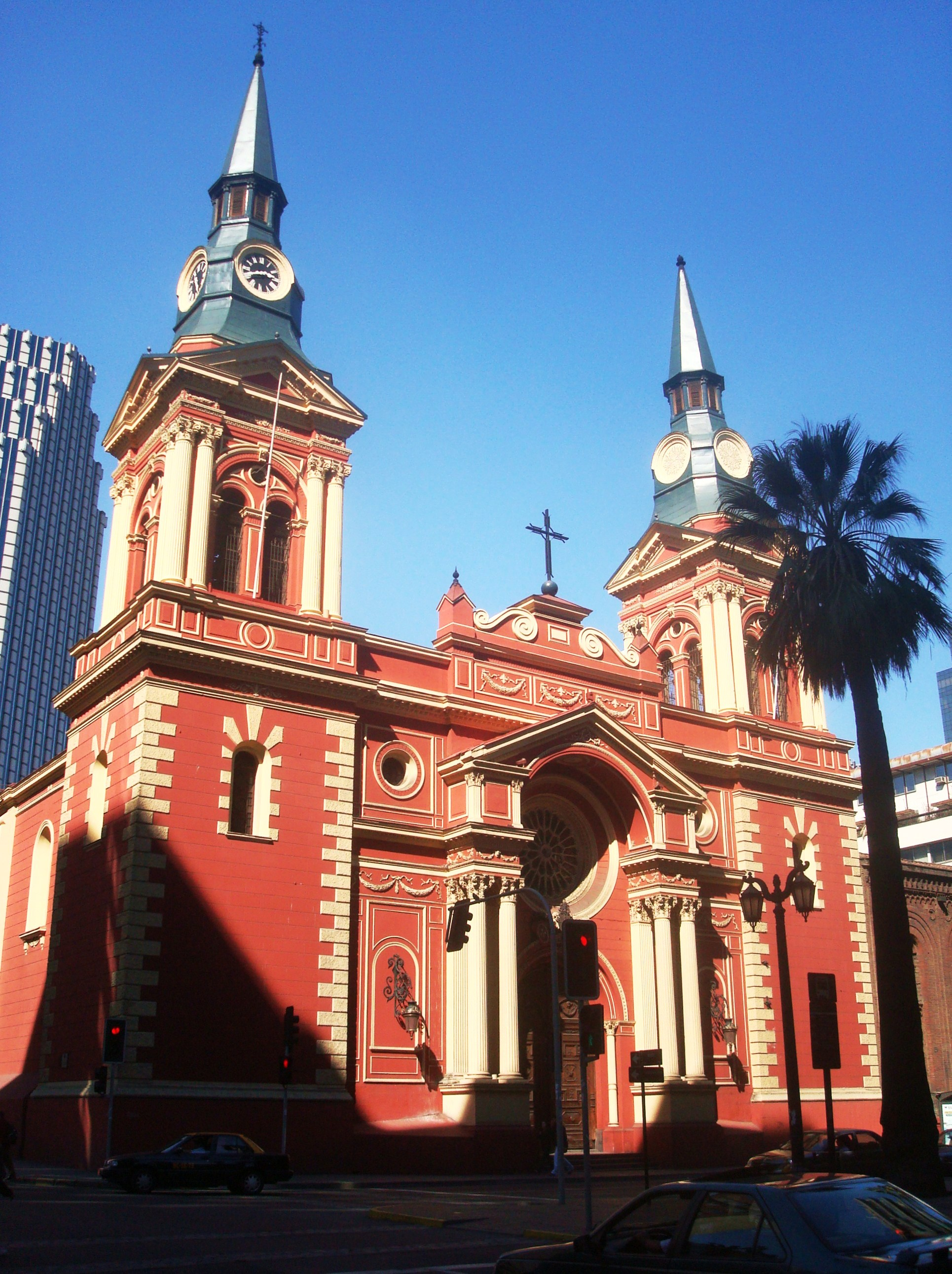
圣母赎虏圣殿

圣母赎虏圣殿（西班牙語：Basilica de la Merced）是智利圣地亚哥的一座罗马天主教宗座圣殿，由圣母赎虏会建于1795年，已被列为智利国家古迹。
该堂为新文艺复兴建筑风格，设有一个小型博物馆。馆内收藏有一块来自复活节岛的写有朗格朗格的木板。